# Confine tra Kosovo e Montenegro
Il confine tra il Kosovo e il Montenegro separa il territorio della Repubblica del Kosovo dal Montenegro per una lunghezza di circa 75 km e di circa 40 km in linea d'aria. Il confine non è stato ancora definitivamente determinato. Poiché la Serbia, a differenza della maggior parte degli stati, non ha riconosciuto l'indipendenza del Kosovo, il tracciato del confine può in qualche modo ancora essere descritto in linea di principio come controverso.

## Luoghi di frontiera
| Kosovo       | Montenegro     |
| Municipalità | Municicipalità |
| ------------ | -------------- |
| Istog        | Rožaje         |
| Peć          | Rožaje         |
| Berane       |                |
| Plav         |                |
| Dečani       |                |
| Junik        |                |

Il confine che separa i due paesi si trova in alta montagna. Corre in direzione sud-ovest lungo la cresta principale dei Monti Dinarici alle Prokletije. Rappresenta una barriera in gran parte naturale che separa il Montenegro dalla regione storica di Zeta.

## Storia

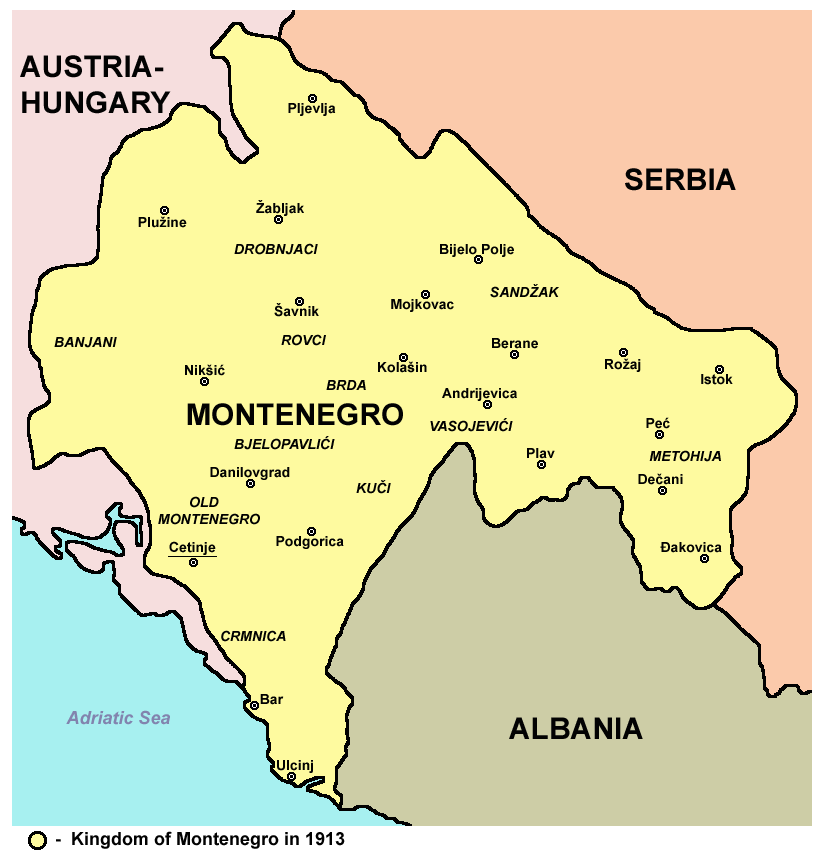
Regno del Montenegro intorno al 1913

L'attuale confine di stato è un confine interno tracciato nell'allora Jugoslavia nel 1974. Durante la disgregazione della Jugoslavia, scoppiò nel 1998 la guerra in Kosovo e nel 1999 fu istituito il Kosovo Force (KFOR), una forza militare internazionale guidata dalla NATO, ancora attiva nelle operazioni di assistenza e di controllo delle frontiere.
Nel 2006, il Montenegro si è separato dalla confederazione di Serbia e Montenegro e nel 2008 il Kosovo si è separato dalla restante Repubblica di Serbia. A differenza della Serbia, il Montenegro ha riconosciuto l'indipendenza del Kosovo e i due paesi hanno stabilito ufficialmente relazioni diplomatiche.
Dal 2010 è stato avviato un progetto di cooperazione transfrontaliera (CBC) dell'Unione Europea. In linea di principio si è affermato che il confine sarebbe stato mantenuto allo stato del 1974, ma sono stati affrontati punti controversi sull'esatta demarcazione. Ad esempio, a causa di condizioni poco chiare, al Passo di Kula è stata creata una terra di nessuno. Il Montenegro è un paese candidato ufficialmente all'UE dal 2010 e nell'ambito dei negoziati con l'Unione europea, iniziati nel 2012, il consolidamento dei confini è una condizione negoziale all'adesione.
Alla conferenza sui Balcani occidentali tenutasi a Vienna nel 2015, è stato firmato un accordo di demarcazione tra il Montenegro e il Kosovo. L'accordo è stato criticato dal Parlamento di Pristina perché circa 120 km² di territorio conteso sono stati assegnati al Montenegro. Un accordo finale era previsto per l'inizio del 2016, ma è stato ritardato soprattutto a causa della feroce opposizione del partito kosovaro Vetëvendosje.

## Valichi di frontiera
L'unico passaggio di confine tra i due stati è il seguente (il lato kosovaro è menzionato per primo):
- Kulla –Rožaje sulla strada R196 Peja - Rožaje

L'incrocio Čakor / Çakor (strada M-9 Peja - Murino) è stato chiuso nel 1999.